# Макс Вандрей
Макс Вандрей (нім. Max Wandrey; 8 квітня 1910, Гамбург — 21 лютого 1945) — німецький офіцер, штурмбанфюрер СС і майор резерву вермахту. Кавалер Лицарського хреста Залізного хреста з дубовим листям.

## Біографія
Член НСДАП (квиток №125 004) і СС (посвідчення №50 313). В 1935-37 роках був приписаний до 28-го штандарту СС, в 1937-43 роках — 25-го абшніту СС, в 1943-45 роках — 2-го штурмбану 28-го штандарту СС.
В 1936-37 роках проходив строкову службу в 69-му піхотному полку. В серпні 1939 року призваний в свій старий полк. З грудня 1941 року служив в 254-му піхотному полку 110-ї піхотної дивізії. Учасник Німецько-радянської війни, командир 11-ї роти свого полку. На початку 1943 року призначений командир 11-ї роти 1-го єгерського полку дивізії «Бранденбург». Учасник роззброєння італійських частин в Греції і на островах Егейського моря. З жовтня 1944 року — командир 2-го батальйону свого полку. Відзначився у боях на Дунаї, в Південній Угорщині і в районі Лодзі. 20 лютого 1945 року важко поранений. Помер у шпиталі.

## Звання
- Унтерштурмфюрер СС (20 квітня 1935)
- Оберштурмфюрер СС (10 квітня 1936)
- Гауптштурмфюрер СС (30 січня 1937)
- Лейтенант резерву (1 червня 1940)
- Оберлейтенант резерву (1 червня 1942)
- Штурмбанфюрер СС (30 січня 1943)
- Гауптман резерву (січень 1944)
- Майор резерву (1 жовтня 1944)

## Нагороди
- Спортивний знак СА в бронзі
- Німецька імперська відзнака за фізичну підготовку в бронзі
- Медаль «За вислугу років у НСДАП» в бронзі і сріблі (15 років)
- Залізний хрест
  - 2-го класу (1 червня 1940)
  - 1-го класу (7 серпня 1941)
- Штурмовий піхотний знак в сріблі (29 червня 1940)
- Нагрудний знак «За поранення» в чорному (1 жовтня 1940)
- Німецький хрест в золоті (13 травня 1942)
- Медаль «За зимову кампанію на Сході 1941/42» (1942)
- Лицарський хрест Залізного хреста з дубовим листям
  - лицарський хрест (9 січня 1944)
  - дубове листя (№787; 16 березня 1945, посмертно)
- Нагрудний знак ближнього бою в бронзі (1944)